# Thỏa thuận Ngừng bắn và Phân chia Lực lượng
Thỏa thuận Ngừng bắn và Phân chia Lực lượng đã được các bên tham gia vào Xung đột Gruzia-Abkhazia ký kết tại Moskva vào ngày 14 tháng 5 năm 1994. Thỏa thuận này còn có tên gọi khác là Hiệp định Moskva 1994. Quá trình ký kết được các đại diện của Liên Hiệp Quốc, Liên bang Nga và Hội nghị về An ninh và Hợp tác ở châu Âu giám sát. Thỏa thuận đã được công nhận trong Nghị quyết 934 của Hội đồng Bảo an Liên Hợp Quốc.
Gruzia và Abkhazia đã đạt được thỏa thuận ngừng bắn và thiết lập ra một khu vực an ninh không có vũ khí hạng nặng ngăn cách các bên. Lực lượng gìn giữ hòa bình của Cộng đồng các Quốc gia Độc lập đảm nhiệm việc giám sát việc tuân thủ thỏa thuận, với sự hỗ trợ của Phái đoàn Quan sát viên Liên Hợp Quốc tại Gruzia (UNOMIG).